# Nikola Sibiak
Nikola Sibiak (* 21. Juni 2000 in Darłowo) ist eine polnische Bahnradsportlerin, die auf die Kurzzeitdisziplinen spezialisiert ist.

## Sportliche Laufbahn
2018 machte Nikola Sibiak international mit mehreren Erfolgen auf sich aufmerksam: Bei den Junioren-Bahnweltmeisterschaften errang sie drei Medaillen, Silber im Keirin sowie jeweils Bronze im Sprint und mit Nikola Seremak im Teamsprint. Bei den Junioren-Europameisterschaften gewann sie zweimal Bronze, im Sprint sowie mit Paulina Petri im Teamsprint. 2019 wurde sie mit Marlena Karwacka polnische Meisterin der Elit im Teamsprint. Bei den U23-Europameisterschaften im selben Jahr holten die beiden Sportlerinnen den Titel im Teamsprint.
2020 wurde Sibiak für die Bahnweltmeisterschaften in Berlin nominiert.

## Erfolge
2018
- Junioren-Weltmeisterschaft – Keirin
- Junioren-Weltmeisterschaft – Sprint, Teamsprint (mit Nikola Seremak)
- Junioren-Europameisterschaft – Sprint, Teamsprint (mit Paulina Petri)

2019
- Polnische Meisterin – Teamsprint (mit Marlena Karwacka)
- U23-Europameisterin – Teamsprint (mit Marlena Karwacka)

2020
- U23-Europameisterschaft – Teamsprint (mit Paulina Petri und Nikola Seremak)

2021
- U23-Europameisterschaft – Teamsprint (mit Paulina Petri und Nikola Seremak)
- Polnische Meisterin – Keirin

2022
- U23-Europameisterschaft – Teamsprint (mit Joanna Blaszczak und Paulina Petri)
- Europameisterschaft – Teamsprint (mit Marlena Karwacka und Urszula Łoś)
- Polnische Meisterin – Teamsprint (mit Marlena Karwacka, Sara Prusinska und Natalia Nieruchalska)